# Azra (Band)
Azra war eine jugoslawische Rockband. Sie wurde 1977 von Branimir „Johnny“ Štulić in Zagreb, der Hauptstadt Kroatiens, gegründet.

## Geschichte
Der Bandname ist in Anlehnung an die bosnische Sevdalinka, Kraj tanana šadrvana, entstanden. Der Name kommt in dem Vers „Ja se zovem El Muhamed/Iz plemena starih Azra/Što za ljubav život gube/I umiru kada ljube!“ (dt.: »Ich heiße El Muhamed / Aus dem Stamme der alten Azras / Welche für die Liebe das Leben verlieren / Welche sterben, wenn sie lieben.«). Dieses Lied leitet sich von dem Gedicht Der Asra von Heinrich Heine ab. Das erste Album „Azra“ erschien im Jahr 1980 bei Jugoton. Nachdem 1987 das letzte Studioalbum Izmedju krajnosti herauskam, veröffentlichte die Band 1988 die vierfach-Live-LP Zadovoljština. Danach löste Branimir Štulić die Band auf, um eine Solokarriere zu verfolgen.

## Diskografie

### Alben
- 1980: Azra – (Jugoton)
- 1981: Sunčana strana ulice (Doppelalbum – Jugoton)
- 1982: Ravno do dna (Live – Jugoton)
- 1982: Filigranski pločnici (Doppelalbum Jugoton)
- 1983: Kad fazani lete (Jugoton)
- 1984: Krivo srastanje (Jugoton)
- 1987: Između krajnosti (Jugoton)
- 1988: Zadovoljština (4fach Live LP)

### Kompilationen
- 1981: Svi marš na ples! – Jugoton
- 1982: Vrući dani i vrele noći – Jugoton
- 1982: Single Ploče 1979-1982 – (Jugoton)
- 1987: Kao i jučer – Single Ploče 1983-1986 mit den unveröffentlichten Songs: „I to se dogadja ponekad“, „Mamica su štrukle pekli“, „Sardisale Lešočkiot manastir“ – (Jugoton)

### Singles (Auswahl)
- 1979: „Balkan“, „A šta da radim“ – (Jugoton)
- 1980: „Lijepe žene prolaze kroz grad“, „Poziv na ples“, „Suzy F.“ – (Jugoton)
- 1982: „Đoni, budi dobar“, „Teško vrijeme“ – (Jugoton)
- 1982: „E, pa što“, „Sloboda“, „Gluperde lutaju daleko“ – (Jugoton)
- 1983: „Nemir i strast“, „Doviđenja na Vlaškom drumu“ – (Jugoton)

## Sonstiges
In dem Dokumentarfilm Sretno dijete (2003) wurde Azra die zweite zentrale Figur in der Rockmusik Jugoslawiens neben Bijelo dugme genannt.